# کانداکوفکا
کانداکوفکا (انگلیسی: Kandakovka) یک شهرک در شهرستان بیرسکی باشقیرستان کشور روسیه است.